# Longin Wasilewicz

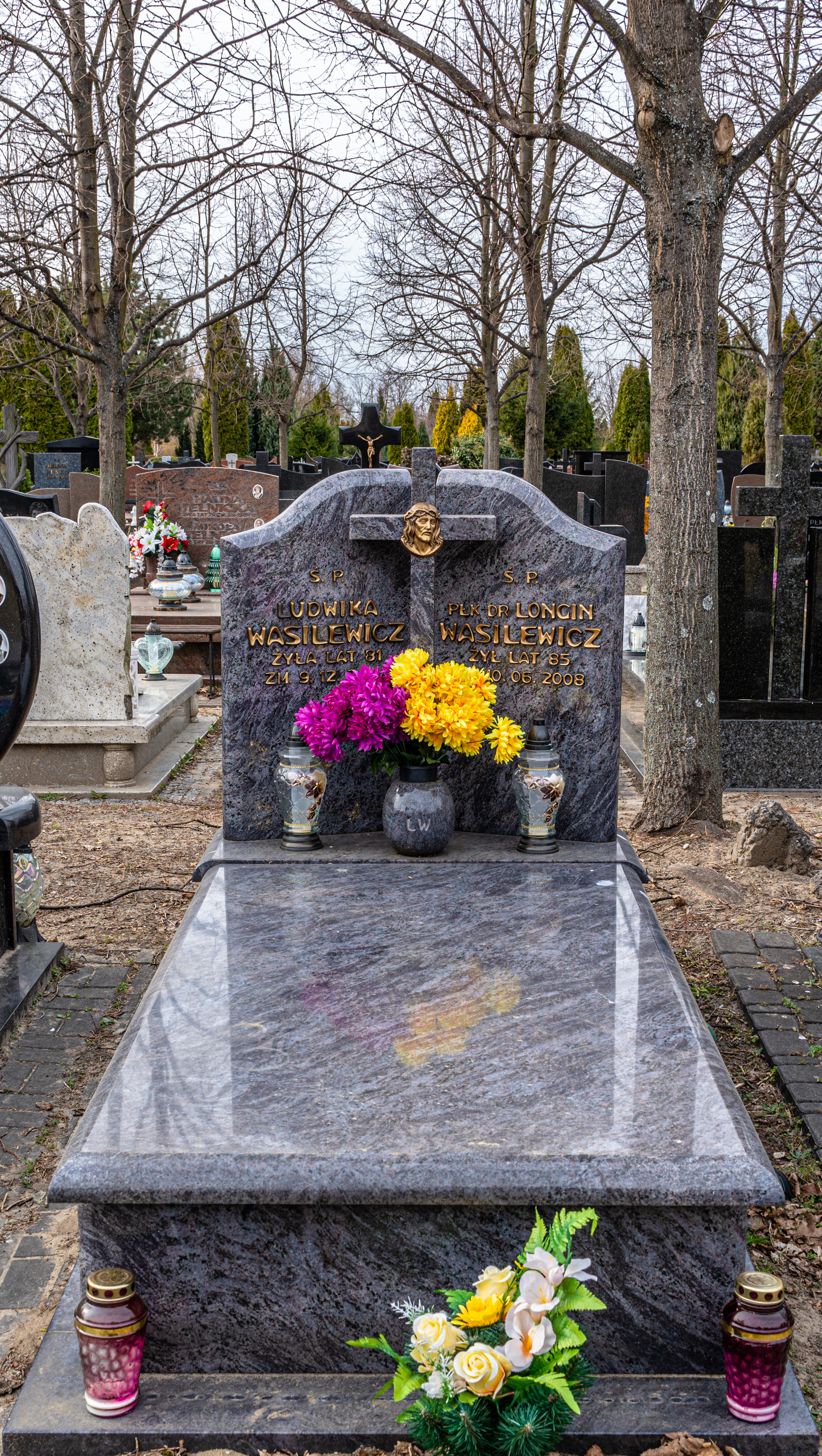
Grób Longina Wasilewicza na cmentarzu Komunalnym Północnym w Warszawie

Longin Wasilewicz (ur. 22 lutego 1923, zm. 10 czerwca 2008 w Warszawie) – oficer Wojsk Ochrony Pogranicza, pułkownik ludowego Wojska Polskiego, doktor nauk humanistycznych.

## Życiorys
Frontowy żołnierz Armii Czerwonej oraz 1 Armii Wojska Polskiego, uczestnik walk o Stalingrad; następnie przeszedł szlak bojowy 1 Armii WP. Po zakończeniu wojny służył w Wojskach Ochrony Pogranicza, gdzie pełnił między innymi stanowiska dowódcy odcinka, szefa sztabu brygady, dowódcy Podlasko-Mazurskiej Brygady WOP, a następnie zastępcy dowódcy Wojsk Ochrony Pogranicza. W stan spoczynku przeszedł po ponad 40 latach służby, 20 stycznia 1987 roku.  Członek PPR i PZPR. Członek Komitetu Wojewódzkiego PZPR (1975–1984) i Egzekutywy KW PZPR w Białymstoku (1981–1984). Był działaczem Związku Byłych Żołnierzy Zawodowych i Oficerów Rezerwy. Pochowany zgodnie z ceremoniałem wojskowym na warszawskim Cmentarzu Północnym.

## Odznaczenia
- Krzyż Komandorski Orderu Odrodzenia Polski
- Krzyż Oficerski Orderu Odrodzenia Polski
- Krzyż Kawalerski Orderu Odrodzenia Polski
- Krzyż Walecznych
- Srebrny Medal Zasłużonym na Polu Chwały
- Złoty Krzyż Zasługi
- Srebrny Krzyż Zasługi
- Medal 10-lecia Polski Ludowej
- Medal 30-lecia Polski Ludowej
- Medal 40-lecia Polski Ludowej
- Złoty Medal „Siły Zbrojne w Służbie Ojczyzny”
- Srebrny Medal „Siły Zbrojne w Służbie Ojczyzny”
- Brązowy Medal „Siły Zbrojne w Służbie Ojczyzny”
- Złoty Medal „Za Zasługi dla Obronności Kraju”
- Srebrny Medal „Za Zasługi dla Obronności Kraju”
- Brązowy Medal „Za Zasługi dla Obronności Kraju”
- Honorowa Odznaką „Za Zasługi dla ZBŻZiORWP”
- inne wyróżnienia